# Municipio de Consolación del Sur
Municipio de Consolación del Sur är en kommun i Kuba.   Den ligger i provinsen Provincia de Pinar del Río, i den västra delen av landet, 140 km sydväst om huvudstaden Havanna. Antalet invånare är 87 500. Arean är 1 112 kvadratkilometer. Municipio de Consolación del Sur gränsar till Municipio de Pinar del Río.
Terrängen i Municipio de Consolación del Sur är platt åt sydost, men åt nordväst är den kuperad.